# Senorina Merced Zamora
Senorina Merced Zamora (Colima, 20 de abril de 1865 - 21 de abril de 1922) fue una pintora mexicana. 
Nació como María de las Mercedes Zamora en Colima. Fue discípula de la maestra Juana Ursúa titulándose como preceptora de Primer Orden antes de sus 17 años en 1882. Pronto fue maestra en la Escuela Normal Mixta al lado de Santiago G. Barbosa, José Levy y Aniceto Castellanos. Su gusto por la pintura la motivó a trasladarse a la Ciudad de México, donde estudió en la Academia Nacional de San Carlos. Fue premiada en París con una medalla de oro por su cuadro “Volcanes de Colima”. Obra que ha trascendido, reconociéndola como una de las mejores representantes de la pintura en Colima. Murió de angiocolitis supurada el 21 de abril de 1922, un día después de cumplir 57 años de edad.